# Barbut carapelat de Sladen
El barbut carapelat de Sladen (Gymnobucco sladeni) és una espècie d'ocell de la família dels líbids (Lybiidae) que rep en diverses llengües el nom de "barbut de Sladen" (Anglès: Sladen's Barbet. Francès: Barbican de Sladen). Habita boscos de la República Centreafricana i de la República Democràtica del Congo.